# Генеральна сукупність
Генеральна сукупність (від лат. generis — спільний, родовий; англ. statistical population) — вся множина однорідних за певною ознакою об'єктів чи подій, які є предметом інтересу або дослідження. Є одним із основних понять математичної статистики.
Генеральна сукупність може бути як реально існуючою, наприклад, множина всіх зір Всесвіту, чи гіпотетичною, наприклад, множина всіх можливих рахунків футбольного матчу. Кількість одиниць (обсяг) генеральної сукупності — не обов'язково скінченна величина. Так, вся кількість вирощених саджанців в будь-якому розпліднику є скінченною величиною, а множина всіх натуральних чисел — нескінченна.

## Підсукупність
Частина генеральної сукупності, виділена за однією чи кількома додатковими ознаками, називається підсукупністю. Наприклад, якщо генеральна сукупність — все населення країни, підсукупністю, виділеною за статевою ознакою, є всі жінки, що проживають в країні (або всі чоловіки).
Описова статистика може давати різні результати для різних підсукупностей. Наприклад, конкретні ліки можуть чинити різний вплив на різні вікові категорії населення і відповідні ефекти можуть бути заретушовані чи не виявлені, якщо ці категорії не виявлені і не ідентифіковані. Таким чином, часто можна точніше оцінювати ті чи інші характеристики, якщо розділити на підсукупності, наприклад, розподіл за зростом краще моделюється, якщо чоловіків і жінок розглядати окремо.
Навіть якщо дві підсукупності добре описуються з допомогою простих моделей, генеральна сукупність може погано описуватися з допомогою такої простої моделі; погана відповідність може бути свідченням існування підсукупностей. Наприклад, для двох підсукупностей, які розподілені нормально, якщо вони мають однакові стандартні відхилення, але різні середні значення, спільний розподіл буде демонструвати низький ексцес відносно нормального розподілу. Якщо вони достатньо розділені, утвориться бімодальний розподіл, в іншому випадку вони просто матимуть широкий максимум. Цей розподіл з широким максимумом демонструватиме вищу дисперсію в порівнянні з нормальним розподілом. В той же час, дві підсукупності з однаковими середніми, але різними дисперсіями, об'єднані в одну, будуть демонструвати високий ексцес з різким максимумом і важкими хвостами (і, відповідно, слабшими плечами розподілу) в порівнянні з окремими розподілами.

## Вибірка із генеральної сукупності
Оскільки часто дослідити всю генеральну сукупність неможливо, вибрана підмножина (статистична вибірка) для статистичних висновків має представляти всю генеральну сукупність, тобто бути репрезентативною. Якщо вибірка вибрана належним чином, характеристики генеральної сукупності, із якої вибирають вибірку, можуть бути оцінені за відповідними характеристиками вибірки. І навпаки, вибірка, вибрана неналежним чином, може стати причиною неправильних висновків про властивості генеральної сукупності. Одним з найвідоміших історичних прикладів нерепрезентативної вибірки  вважається випадок, що стався у США під час президентських виборів 1936 року, коли один з американських журналів, що успішно прогнозував результати декількох попередніх виборів, помилився у своїх прогнозах, неправильно сформувавши коло респондентів для опитування.